# アセノイラミン酸
アセノイラミン酸（英: Aceneuramic acid）は、N-アセチルノイラミン酸の開環型化合物である。縁取り空胞を伴う遠位型ミオパチー（GNEミオパチー）の治療薬として使用される。体内のシアル酸を補充することにより縁取り空胞を伴う遠位型ミオパチーの進行を抑制させる。縁取り空胞を伴う遠位型ミオパチーにおいて、初めての根本的な原因に働きかける薬となる。希少疾病用医薬品に指定されている。投与経路は経口投与。日本においては2024年3月26日製造販売承認、11月20日薬価収載、12月19日発売された。商品名は「アセノベル」。

## 概要
2009年、国立精神・神経医療研究センターのグループが縁取り空胞を伴う遠位型ミオパチーのモデルマウスにシアル酸を投与することにより、発症を防ぐことに成功し、製品化の道が開かれた。患者数が日本国内でおよそ400人と非常に少ないため、薬の開発に乗り出す製薬会社がなく、患者団体が開発実現に向けて研究者や製薬会社を訪ね歩き、ノーベルファーマが「公的助成が得られるのなら」と開発を引き受けた。シアル酸を補充することにより進行抑制の効果は認められているが、進行した症状を元に戻すこと効果は認められていない。2024年3月26日製造販売承認、11月20日薬価収載された。

## 臨床試験（治験）結果
- 日本国内
  - 第Ⅱ/Ⅲ相臨床試験（シアル酸-3試験）：医師主導治験として行われ、登録患者 20例（実薬群16例、プラセボ群4例）の48週後の上肢筋力の合計点数の変化で比較[11]。19例が48週まで残り、1例は治験中に妊娠が発覚したため離脱した[11]。48週後、実薬群の点数は-1.0 kg (-2.5 ～ 0.5)、プラセボ群では -5.7 kg (-8.0 ～ -3.4) で  2つの群で4.7 kg (1.8 ～ 7.5）の差があり、実薬群は統計的に有意に筋力の低下を防止できた[11]。 P値 = 0.0013[11]。
  - 第Ⅱ/Ⅲ相臨床試験（シアル酸-4試験、長期投与試験）：シアル酸-3試験48週を終了した被験者19人をオープンラベル化し、追加で72週間アセノイラミン酸を投与し、長期の安全性と有効性を評価[12]。被験者19人のうち18人が試験終了し、1人は本人の申し出により試験から脱落した[12]。安全性について：120週（48週＋72週）後、臨床検査データ、体重、バイタルサインのいずれも臨床上有意な変化は確認されず長期の安全性が確認された[12]。長期の有効性：上肢筋力の合計点数の変化で継続試験の最終評価時（120週）で−3.48 kgで非服薬群の−8.10 kgと比較し、数値的な差は認めたが、t検定でp値0.1324であり統計的な有意差を認めなかった[12]。
  - 第Ⅲ相臨床試験（NPC-09-1試験）：企業治験として行われ、登録患者 14例（実薬群10例、プラセボ群4例）の48週後の上肢筋力の合計点数の変化で比較[9]。48週後、実薬群の点数-0.12±1.09、プラセボ群では-2.63±1.73で実薬群のほうが筋力低下が少なかった[9]。本試験では統計学的な検定は計画されなかった[9]。

- 海外
  - 第3相臨床試験：登録患者88例（実薬群45例、プラセボ群43例）で上肢筋力の合計点数の変化で評価され、48週後、実薬群-2.25±0.77、プラセボ群-2.99±0.87で実薬群が合計点数の低下が小さかったが、P値0.5387となり、実薬群とプラセボ群の間で統計的な有意差を認めなかった[9]。

## 副作用
副作用として、主なものに便秘、軟便（各5％以上）、頭痛、口角口唇炎、発疹、四肢痛、尿中蛋白陽性、尿中ケトン体陽性（各5％未満）などが報告されている。

## 歴史
- 2009年
  - 5月17日 - 国立精神・神経医療研究センターの西野らのグループが発表したシアル酸を縁取り空胞を伴う遠位型ミオパチーのモデルマウスに予防投与することにより、疾患の発症が予防できるとする論文「Prophylactic treatment with sialic acid metabolites precludes the development of the myopathic phenotype in the DMRV-hIBM mouse model」がNature Medecineに掲載される[14]。
- 2010年
  - 11月 - 東北大学で医師主導第Ⅰ相臨床試験開始[15][16]。
- 2016年
  - 3月 - 日本国内5施設（東北大学、NCNP、名古屋大学、大阪大学、熊本大学）で「アセノイラミン酸」徐放錠6g/日の有効性と安全性を検証する医師主導第Ⅱ/Ⅲ相臨床試験（シアル酸-3試験）開始[17]。
- 2017年
  - 3月 -　長期投与試験（シアル酸-4試験）開始[4][18]。第Ⅱ/Ⅲ相臨床試験（シアル酸-3試験）を終了した患者を対象にさらにオープン試験にてアセノイラミン酸を投与し、長期投与の安全性及び有効性を評価[18]。
  - 8月22日 - 日本国内と並行して第Ⅲ相国際共同治験を行っていたアメリカのultragenyx社（英語版）が主要評価項目を達成できなかったと発表し、同社は開発からの撤退を発表した[19]。
  - 10月24日 - 開発番号「NPC-09」と呼ばれていた本剤の一般名称が、日本語：アセノイラミン酸、英語：Aceneuramic acidに厚生労働省により決定された[20]。
- 2018年
  - 9月6日 - 第Ⅰ相臨床試験の結果をまとめた論文がTranslational Medicine Communications誌に掲載される[21]。
- 2020年
  - 12月 - ノーベルファーマが治験依頼者となる企業治験（NPC-09-1試験、第Ⅲ相臨床試験、有効性確認試験）が開始[22][23]。
- 2021年
  - 2月19日 - 厚生労働大臣により、希少疾病用医薬品として指定される[4]。
- 2022年
  - 11月3日 -東北大学が日本神経治療学会学術集会で、医師主導第 Ⅱ/Ⅲ 相臨床試験において、「アセノイラミン酸」群がプラセボ群と比較して48週時点の上肢筋力合計点数の低下（悪化）が抑制されたと発表[24]。
- 2023年
  - 3月31日 - 第Ⅱ/Ⅲ相臨床試験（シアル酸-3試験）の結果をまとめた論文がJournal of Neuromuscular Diseases 誌にアクセプトされる[11]。
  - 7月26日 - ノーベルファーマが厚生労働省に対して「アセノイラミン酸」を承認申請[10]。
- 2024年
  - 2月29日 - 厚生労働省の薬事・食品衛生審議会 医薬品第一部会が「アセノイラミン酸」の製造販売の承認を了承[25][26]。
  - 3月26日 -  厚生労働省が「アセノイラミン酸」の製造販売を承認[1][3][27]。
  - 6月5日 - 長期投与試験（シアル酸-4試験）の結果がJournal of Neurology, Neurosurgery, and Psychiatry誌に掲載[28]。
  - 11月20日 - 薬価収載[6][7]。日本には製造販売承認後、60日もしくは90日以内で薬価収載するルールがあるが、2024年５月及び８月の薬価収載をスキップしていた[29]。開発するノーベルファーマは厚生労働省に対して「当初算定案に対する新薬収載希望者の不服意見」を出していた[6]。また、2024年度薬価制度改革で新設された迅速導入加算の適応となった[29]。
  - 12月19日 - 日本で発売された[8]。
- 2025年
  - 1月14日 - ノーベルファーマは、同社の事前調査を上回るペースでの新規処方が継続していることから、限定出荷にすると発表[30]。
  - 6月23日 - ノーベルファーマは、予想を大きく上回る需要に対応するため、新たな製造所の立ち上げを取り進めており、る限定出荷解除時期については、2027年11月頃になると発表[31]。

## 論文
- 疾患モデルマウスにシアル酸を投与した研究： “Prophylactic treatment with sialic acid metabolites precludes the development of the myopathic phenotype in the DMRV-hIBM mouse model”. 2024年4月2日閲覧。 Nature Medicine volume 15, pages690–695 (2009) Published: 17 May 2009
- 第Ⅰ相臨床試験結果： “Phase I clinical trial results of aceneuramic acid for GNE myopathy in Japan”. 2024年3月31日閲覧。 Translational Medicine Communications Published: 06 September 2018
- 第Ⅱ/Ⅲ相臨床試験結果： “Phase II/III Study of Aceneuramic Acid Administration for GNE Myopathy in Japan”. 2024年3月31日閲覧。 Journal of Neuromuscular Diseases Published online 2023 Jul 4. Prepublished online 2023 Apr 25.
- 長期投与試験結果： “Safety and efficacy of aceneuramic acid in GNE myopathy: open-label extension study”. 2024年6月19日閲覧。Journal of Neurology, Neurosurgery, and Psychiatry Published onlime 05 July 2024